# Alphonsea
Alphonsea Hook. f. & Thomson – rodzaj roślin z rodziny flaszowcowatych (Annonaceae Juss.). Według The Plant List w obrębie tego rodzaju znajdują się co najmniej 38 gatunków o nazwach zweryfikowanych i zaakceptowanych, podczas gdy 9 taksonów ma status gatunków niepewnych (niezweryfikowanych). Występuje naturalnie w Chinach oraz Azji Południowo-Wschodniej. Gatunkiem typowym jest A. ventricosa (Roxb.) Hook.f. & Thomson.

## Morfologia
PokrójZimozielone drzewa lub krzewy.
LiścieSą naprzemianległe, pojedyncze. Są mniej lub bardziej skórzaste. Liść na brzegu jest całobrzegi. Nie mają przylistków.
KwiatyPromieniste, obupłciowe, zebrane są w kwiatostanch. Rozwijają się na międzywęźlach, rzadziej w kątach pędów lub pojedyncze. Działki kielicha są 3, wolne. Mają 6 płatków, rozłożonych w dwóch okółkach, mają zakrzywiony wierzchołek. Pręciki są liczne, ułożone w kilku rzędach. Zalążnia górna z 3–8 słupkami, zwieńczonych krótkim znamieniem o cylindrycznym kształcie.
OwoceZłożone są ze zdrewniałych, soczystych owoców o kulistym kształcie. Są prawie siedzące.

## Systematyka
Pozycja według APweb (aktualizowany system APG III z 2009)Rodzaj wraz z całą rodziną flaszowcowatych w ramach rzędu magnoliowców wchodzi w skład jednej ze starszych linii rozwojowych okrytonasiennych określanych jako klad magnoliowych.
Lista gatunków

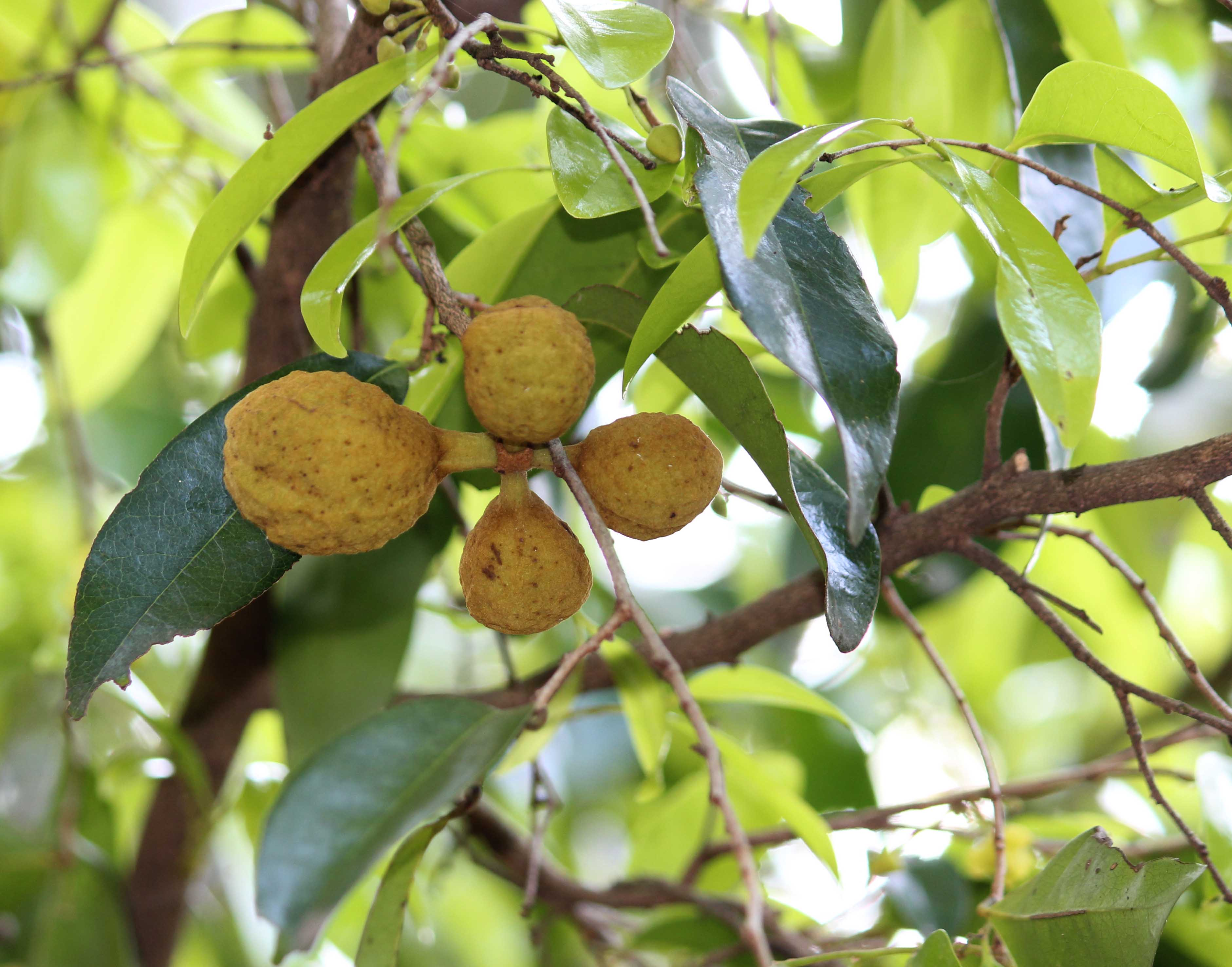
Owoce gatunku Alphonsea sclerocarpa

| - Alphonsea boniana Finet & Gagnep. - Alphonsea borneensis I.M.Turner - Alphonsea curtisii King - Alphonsea cylindrica King - Alphonsea elliptica Hook.f. & Thomson - Alphonsea gaudichaudiana (Baill.) Finet & Gagnep. - Alphonsea glabrifolia Craib - Alphonsea hainanensis Merr. & Chun - Alphonsea havilandii P.J.A.Kessler - Alphonsea hortensis H.Huber - Alphonsea javanica Scheff. - Alphonsea johorensis J.Sinclair - Alphonsea keithii Ridl. - Alphonsea kinabaluensis J.Sinclair - Alphonsea kingii J.Sinclair - Alphonsea lucida King - Alphonsea lutea (Roxb.) Hook.f. & Thomson - Alphonsea madraspatana Bedd. - Alphonsea maingayi Hook.f. & Thomson | - Alphonsea malayana P.J.A.Kessler - Alphonsea mollis Dunn - Alphonsea monogyna Merr. & Chun - Alphonsea orthopetala H.Okada - Alphonsea ovata (Scheff.) J.Sinclair - Alphonsea pallida Craib - Alphonsea papuasica Diels - Alphonsea philastreana (Pierre) Pierre ex Finet & Gagnep. - Alphonsea sclerocarpa Thwaites - Alphonsea sessiliflora Merr. - Alphonsea siamensis P.J.A.Kessler - Alphonsea sonlaensis Bân - Alphonsea squamosa Finet & Gagnep. - Alphonsea stenogyna (Diels) J.Sinclair - Alphonsea teysmannii Boerl. - Alphonsea tonquinensis A.DC. - Alphonsea tsangyanensis P.T.Li - Alphonsea ventricosa (Roxb.) Hook.f. & Thomson - Alphonsea zeylanica Hook.f. & Thomson |